# フィリアホール
横浜市青葉区民文化センター フィリアホール（よこはましあおばくみんぶんかセンター フィリアホール）は、神奈川県横浜市青葉区青葉台二丁目にあるコンサートホール。

## 概要
1993年竣工・オープン。東急グループが運営。東急田園都市線青葉台駅の南西50メートル、青葉台東急スクエアSouth-1本館5階に位置する。ホール形態はプロセニアムアーチのないシューボックス型で、座席数は500席。
ホール主催の公演が多く、アマチュア団体による公演も盛んである。交通の利便性もよく、高い稼働率を維持している。
コンサートホール以外にリハーサル室（定員80名）、練習室3室（定員各10名）、チケットセンター、インフォメーションコーナーなどを併設。横浜市が費用を助成しており、市内の在住者、在勤者、在学者のための利用枠が確保されている。